# Encephalartos septentrionalis
Encephalartos septentrionalis es una especie de Cycadopsida del género Encephalartos, de la familia Zamiaceae, del orden Cycadales.

## Distribución
Encephalartos septentrionalis se distribuye por República Centroafricana, República Democrática del Congo (Orientale), Sudan del Sur (Western Equatoria), Uganda (Northern).

## Taxonomía
Fue descrita científicamente por Schweinf.. Fue publicado por primera vez en Schweinf. In: Bot. Zeitung (Berlin) 29(20): 334. (1871).